# Linda Sánchez
Linda Teresa Sánchez (Orange, 28 de enero de 1969) es una política estadounidense y ex abogada laboral, que actualmente se desempeña como miembro de la Cámara de Representantes de los Estados Unidos por el 38.º distrito congresional de California desde 2013. Es miembro del Partido Demócrata y fue elegida al Congreso por primera vez en 2002. Actualmente es miembro del Comité de Medios y Arbitrios y es el miembro de mayor rango anterior en el Comité de Ética de la Cámara. En el 114.° Congreso, se desempeñó como presidenta del Caucus Hispano del Congreso.
En 2016, sus colegas la eligieron para ocupar el cargo de vicepresidenta del Caucus Demócrata de la Cámara para el 115.° Congreso, la quinta posición en el liderazgo demócrata de la Cámara.

## Biografía

### Primeros años, educación y carrera
Nació el 28 de enero de 1969 en Orange (California). Creció con seis hermanos, criados por sus padres inmigrantes mexicanos en Anaheim, donde asistió a la preparatoria Valencia. Obtuvo su B.A. en español en 1991 en la Universidad de California en Berkeley, y su título de Juris Doctor en 1995 en la Facultad de Derecho de la Universidad de California en Los Ángeles, donde fue editora de Chicano-Latino Law Review.
Fue abogada especializada en derecho laboral antes de su carrera en el servicio público. En 1998, se unió al Local 441 de la Hermandad Internacional de Trabajadores de la Electricidad (IBEW) y se convirtió en oficial de cumplimiento. De 2000 a 2002, fue secretaria ejecutiva y tesorera de la sucursal de la AFL-CIO del condado de Orange.

### Carrera política
Inició su carrera política en lo que entonces era el 39.º distrito congresional de California. Ese distrito había sido anteriormente el 38, representado por el republicano Steve Horn durante cinco mandatos. Terminó primera en una primaria de seis personas para la nominación del Partido Demócrata en marzo de 2002. Ganó las primarias con el 33,5% de los votos, y el candidato en segundo lugar, Héctor de la Torre, recibió el 29,3%. Luego ganó las elecciones generales contra el republicano Tim Escobar por un margen de 54,9% a 40,8%. Esto convirtió a Sánchez en la primera mujer miembro de IBEW en ser elegida al Congreso.
Después del censo de 2010, el distrito de Sánchez pasó a ser el distrito 38. En las siguientes elecciones se enfrentó al republicano Ryan Downing.
Linda y su hermana Loretta, se convirtieron en el primer par de hermanas en servir juntas en la Cámara de Representantes de los Estados Unidos.